# Imperata cylindrica
Imperata cylindrica (L.) Raeusch., 1797, comunemente noto come falasco bianco, blady grass, cogon grass, kunai grass o bloodgrass giapponese, è una pianta erbacea della famiglia delle Graminaceae (o Poaceae).

## Descrizione
È una pianta perenne rizomatosa che cresce da 60 cm a tre metri di altezza. Le foglie sono larghe circa 2 cm alla base restringendosi appuntite al vertice, i lembi fogliari sono dentati, e dotati di cristalli taglienti di silice. La nervatura principale delle foglie è più chiara e leggermente disimmetrica sul lembo fogliare. La parte superiore del lembo fogliare è pelosa alla base, mentre il verso di norma è glabro.
Le radici sono piuttosto profonde: da 40 cm fino a 1,2 metri.

## Distribuzione e habitat
La specie è diffusa nel bacino del Mediterraneo, in Africa e nella penisola arabica. Nella regione mediterranea la si può osservare in Spagna, Portogallo, Francia (compresa la Corsica), Italia (comprese Sicilia e Sardegna), ex-Yugoslavia, Bulgaria, Albania, Grecia (compresa Creta), Turchia, Cipro, Israele, Giordania, Siria, Libano, Marocco, Algeria, Tunisia e Libia.
Cresce in zone umide, zone aride, zone di alta salinità, suoli organici, terreni argillosi e sabbiosi da pH da 4,0 a 7,5.
Predilige il pieno sole, ma tollera l'ombra moderata.

### Infestante
La pianta è naturalizzata in America, Asia settentrionale, Europa e Africa, oltre a molte isole, ed è segnalata come infestante ed invasiva in alcune aree. 
Negli Stati Uniti sopravvive meglio nel sud-est, e secondo una ispezione del 2003, ha superato in superficie, in quella regione, il kudzu (Pueraria lobata), ma è stata segnalata anche per la sua resistenza al freddo, come in West Virginia e in Oregon.
Nel mondo può essere diffusa potenzialmente da 45°N a 45°S.
In Florida si trova in zone in cui il terreno è stato disturbato, come i bordi delle strade, cantieri, zone di raccolta del legname, e scavi. È in grado di invadere le foreste montane di conifere, sia umide che secche. 
Una volta stabilita, forma spesso un denso manto monospecie.
Oltre a competere per le risorse con altre piante, è in grado di emettere sostanze chimiche che contrastano la germinazione di altre piante (Allelopatia). Tali caratteristiche, unite alla sua intensa capacità ricoprente, costituiscono un vantaggio sulle altre specie.
La pianta si diffonde mediante i piccoli semi, ma anche tramite i rizomi che vengono smossi e trasportati durante i lavori edilizi.
Sono stati fatti molti sforzi per la sua eradicazione soprattutto mediante erbicidi. 
Il termodiserbo è difficoltoso, dato che, nonostante la pianta bruci facilmente, anche per questo rischia di diffondere il fuoco ad altre piante, e soprattutto l'uso del fuoco è poco efficace, dato che i rizomi sono profondi nel terreno.
L'Imparata è un'erba difficile da contenere soprattutto perché è estremamente adattabile agli ambienti più ostili, affermandosi su terreni con basso grado di fertilità.
L'erba può crescere anche sulla sabbia ed argilla pura.
Gli animali o gli insetti che consumano l'erba sono pochi.
Il legume Mucuna pruriens è utilizzato in Benin ed in Vietnam come controllo biologico per limitare la diffusione di Imperata.

## Infiammabilità
Le note aneddotiche e le prove empiriche indicano che questa erba è estremamente infiammabile. 
Tale infiammabilità è particolarmente evidente nel clima del sud-est asiatico.
La capacità di bruciare è palese anche quando l'erba è verde, è comune vedere intere colline coperte da mantelli verdi di Imperata che sono in fiamme.
Un'espressione comune nelle Filippine è “cogon ningas” (fiamma di Cogon). 
Tale modo di dire si riferisce a persone che mostrano un entusiasmo fervente per un nuovo progetto che poi però si spegne rapidamente; così come la combustione violenta dell'erba che si esaurisce subito.

## Tassonomia
Imperata cylindrica è stata descritta da Linneo nel 1759 come Lagurus cylindricus.
È stata poi rinominata dal botanico tedesco Ernst Adolf Raeuschel al nome corrente ed accettato.